# Salix chaenomeloides
Salix chaenomeloides — вид квіткових рослин із родини вербових (Salicaceae).

## Морфологічна характеристика
Це мале дерево. Гілки темно- або червонувато-коричневі, блискучі. Листкова ніжка 5–12 мм; листкова пластинка від еліптичної чи яйцеподібної до еліптично-ланцетної, 4–8 × 1.8–3.5(4) см, абаксіально (низ) бліда чи сірувато-біла, адаксіально зелена, обидві поверхні голі, край залозисто пилчастий або зубчастий, верхівка гостра. Чоловіча сережка 4–5 см; жіноча сережка 4–5.5 × ≈ 1 см. Коробочка яйцювато-еліпсоїдна, 3–7 мм.

## Середовище проживання
Північно-Центральний і Південно-Східний Китай, Японія, Корея, Маньчжурія. Росте нижче 1100 метрів.

## Використання
Рослина збирається з дикої природи для місцевого використання в якості їжі та ліків